# Aziatische kampioenschappen schaatsen 2005
De Aziatische kampioenschappen schaatsen 2005 werden op 8 en 9 januari 2005 op de Machiyama Hoogland buitenijsbaan van Ikaho (Shibukawa, Gunma), Japan gehouden.
Deze kampioenschappen bestonden uit een allround- en een afstandendeel. Het allrounddeel was de zesde editie van de Continentale kampioenschappen schaatsen voor Azië; tegelijkertijd vonden de Aziatische kampioenschappen schaatsen afstanden plaats. De lange afstanden werden maar eenmaal verreden en telden zowel als afstandskampioenschap als voor het allroundkampioenschap. Dit gold niet voor de 1500 meters die derhalve een ernstig verzwakt deelnemersveld kenden.
Vanaf de editie van 1999 was het aantal deelnemers aan het WK Allround door de ISU op 24 deelnemers vastgesteld. De startplaatsen werden voortaan per continent verdeeld. Voor Europa werd het EK Allround tevens het kwalificatietoernooi voor het WK Allround. Voor Azië en Noord-Amerika & Oceanië waren er door de ISU in 1999 speciaal kwalificatietoernooien voor georganiseerd. In 2005 namen er uit Azië drie mannen en vijf vrouwen deel aan het WK Allround.

## Mannentoernooi

### Allround
Er namen negen mannen aan deze editie deel. Vier uit Japan, twee uit China en Kazachstan en één uit Zuid-Korea. De Japanner Hiroki Hirako werd de vijfde winnaar van dit Continentaal kampioenschap. De drie startplaatsen gingen dit jaar naar Japan. De top drie van dit kampioenschap nam ook deel aan het WK Allround.
| Rang   | Schaatser         | Land       | Punten  | 500m      | 5000m       | 1500m       | 10.000m      |
| ------ | ----------------- | ---------- | ------- | --------- | ----------- | ----------- | ------------ |
| Goud   | Hiroki Hirako     | Japan      | 158,476 | 37,84 (3) | 6.49,69 (1) | 1.53,07 (6) | 13.59,55 (1) |
| Zilver | Takahiro Ushiyama | Japan      | 158,796 | 36,85 (1) | 6.56,91 (4) | 1.51,04 (1) | 14.24,85 (4) |
| Brons  | Kesato Miyazaki   | Japan      | 159,904 | 39,05 (7) | 6.53,60 (2) | 1.52,04 (3) | 14.02,97 (2) |
| 4      | Eiji Kohara       | Japan      | 161,300 | 38,00 (5) | 6.59,37 (5) | 1.52,79 (5) | 14.35,35 (5) |
| 5      | Li Changyu        | China      | 161,797 | 38,05 (6) | 7.00,31 (6) | 1.51,04 (1) | 14.54,06 (7) |
| 6      | Dmitri Babenko    | Kazachstan | 163,508 | 40,41 (8) | 6.54,56 (3) | 1.57,70 (8) | 14.08,19 (3) |
| 7      | Chen Zhi          | China      | 163,540 | 37,47 (2) | 7.11,94 (8) | 1.54,35 (7) | 14.55,21 (8) |
| 8      | Lee Jin-Wu        | Zuid-Korea | 165,058 | 37,97 (4) | 7.14,10 (9) | 1.52,55 (4) | 15.23,25 (9) |
| 9      | Jegor Smirnov     | Kazachstan | 168,351 | 40,89 (9) | 7.09,28 (7) | 1.59,86 (9) | 14.51,61 (6) |

Vet gezet is kampioenschapsrecord

### Afstanden
| Afstand | Goud              | Zilver          | Brons              |
| ------- | ----------------- | --------------- | ------------------ |
| 2×500m  | Ryohei Shimizu    | Choi Jae-bong   | Eum Ho-jin         |
| 1000m   | Choi Jae-bong     | Ryohei Shimizu  | Yasuhito Nishimura |
| 1500m   | Kazuaki Kobayashi | Lee Jong-woo    | Aleksej Zjigin     |
| 5000m   | Hiroki Hirako     | Kesato Miyazaki | Dmitri Babenko     |
| 10.000m | Hiroki Hirako     | Kesato Miyazaki | Dmitri Babenko     |

## Vrouwentoernooi

### Allround
Er namen acht vrouwen aan deze editie deel. Vier uit Japan, drie uit China en één uit Zuid-Korea. De Japanse Nami Nemoto werd, na vijf overwinningen van Maki Tabata, de tweede winnaar van dit "Continentaal kampioenschap". De vijf startplaatsen gingen dit jaar naar Japan (3) en China (2). De top vijf van dit kampioenschap nam ook deel aan het WK Allround.
| Rang   | Schaatsster  | Land       | Punten  | 500m      | 3000m       | 1500m       | 5000m       |
| ------ | ------------ | ---------- | ------- | --------- | ----------- | ----------- | ----------- |
| Goud   | Nami Nemoto  | Japan      | 168,169 | 40,99 (2) | 4.15,86 (1) | 2.01,99 (2) | 7.18,73 (1) |
| Zilver | Maki Tabata  | Japan      | 168,706 | 41,01 (3) | 4.17,27 (2) | 2.01,02 (1) | 7.24,78 (2) |
| Brons  | Eriko Ishino | Japan      | 171,594 | 41,28 (6) | 4.18,84 (3) | 2.07,80 (5) | 7.25,74 (3) |
| 4      | Ji Jia       | China      | 172,785 | 41,04 (4) | 4.25,82 (5) | 2.07,18 (4) | 7.30,49 (4) |
| 5      | Gao Yang     | China      | 174,344 | 40,60 (1) | 4.30,22 (8) | 2.06,56 (3) | 7.45,22 (8) |
| 6      | Wang Fei     | China      | 174,460 | 41,15 (5) | 4.24,69 (4) | 2.08,08 (6) | 7.45,02 (7) |
| 7      | Eriko Seo    | Japan      | 174,889 | 41,68 (7) | 4.26,94 (6) | 2.09,87 (7) | 7.34,29 (5) |
| 8      | Lee Ju-youn  | Zuid-Korea | 176,567 | 41,80 (8) | 4.28,72 (7) | 2.11,05 (8) | 7.42,98 (6) |

Vet gezet is kampioenschapsrecord

### Afstanden
| Afstand | Goud         | Zilver       | Brons           |
| ------- | ------------ | ------------ | --------------- |
| 2×500m  | Zhang Shuang | Xing Aihua   | Junko Osuga     |
| 1000m   | Zhang Shuang | Maki Tsuji   | Choi Seung-yong |
| 1500m   | Maki Tsuji   | Baek Eun-bi  | Jeong Eun-jee   |
| 3000m   | Nami Nemoto  | Maki Tabata  | Eriko Ishino    |
| 5000m   | Nami Nemoto  | Eriko Ishino | Ji Jia          |

1994 Sapporo · 
1995 Ulaanbaatar · 
1997 Obihiro · 
1998 Obihiro · 
2000 Ulaanbaatar · 
2001 Harbin · 
2004 Chuncheon · 
2005 Ikaho · 
2007 Changchun · 
2008 Shenyang · 
2009 Tomakomai · 
2010 Obihiro · 
2011 Harbin · 
2012 Astana · 
2013 Changchun · 
2014 Tomakomai · 
2015 Changchun